# Pelayo Novo
Pelayo Novo García (ur. 1 listopada 1990 w Oviedo, zm. 28 lutego 2023) – hiszpański piłkarz występujący na pozycji pomocnika w Albacete Balompié.